# Honmon Butsuryū-shū

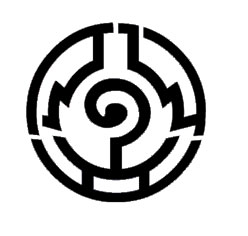
Il Butsumaru, termine giapponese formato da Butsu (Buddha) e maru (circolo), è il simbolo che identifica la scuola sin dalla sua fondazione.

Honmon Butsuryu-Shu (本門佛立宗), tradotto dal giapponese religione buddista del cammino primordiale del Sutra del Loto stabilita del Buddha primordiale, spesso abbreviata in HBS, è una scuola buddista giapponese del lignaggio Nichiren che fa riferimento alla figura e agli insegnamenti del monaco buddista Nichiren (日蓮, 1222-1282), vissuto in Giappone nel XIII secolo. La scuola è stata fondata dal maestro Nagamatsu Nissen (長松 日扇; 1817–1890) e da un gruppo di seguaci il 12 gennaio 1857 con il nome di Honmon Butsuryū Ko.. l'HBS è stata affiliata con la Honmon Hokke shu (altra scuola buddista di lignaggio Nichiren) fino al 15 marzo 1947, data in cui ne divenne indipendente non riconoscendone più il patriarca.
L'Honmon Butsuryū-shū fa parte della Federazione Buddista Giapponese e, anche se di recente fondazione, viene considerata a tutti gli effetti una scuola nichirenista tradizionale. Essa infatti fa parte del gruppo di scuole nichireniste Honmon, quelle che seguono prioritariamente la seconda parte del Sutra del Loto, denominata appunto Honmon in giapponese.
La scuola segue la tradizione di Daikoku Ajari Nichiro (1245-1320), discepolo di Nichiren, e considera Keirin-bo Nichiryu Daishonin (慶林坊日隆, 1385-1464) il suo secondo patriarca. Nichiryu Daishonin ebbe un'estrema importanza nel Giappone del XV secolo, trascrivendo gran parte dei manoscritti di Nichiren Shonin ne rivitalizzò la dottrina, focalizzando i suoi insegnamenti sull'Honmon (8 capitoli) del Sutra del Loto.
L'HBS conta attualmente circa 270 templi in Giappone, facenti riferimento al tempio principale Yūsei-ji a Kyoto. L'espansione della scuola fuori dal Giappone iniziò già nei primi del '900 con l'afflusso di immigrati nipponici in Brasile. Templi e fedeli si trovano attualmente in Italia, Brasile, Corea del Sud, Stati Uniti, Sri Lanka, Australia, India, Nepal e Regno Unito.
Dal 2014 l'HBS fa parte dell'UBI, Unione Buddista Italiana